# Жељне
Жељне (словен. Željne) је насељено место у општини Кочевје, регија Југоисточна Словенија, Словенија.

## Историја
До територијалне реорганизације у Словенији биле су у саставу старе општине Кочевје.

## Становништво
У попису становништва из 2011. године, Жељне је имало 555 становника.
| Број становника према пописима | Број становника према пописима | Број становника према пописима |
| ------------------------------ | ------------------------------ | ------------------------------ |
| 1991                           | 2002                           | 2011                           |
| 451                            | 498                            | 555                            |

Напомена: Године 2000. смањен за део насеља који је проглашен за ново самостално насеље Гричек при Жељнах.